# Salvador de Samà i Torrents
Salvador de Samà i Torrents   (Barcelona, 17 d'abril de 1861 - Barcelona, 28 de juny de 1933), marquès de Marianao i de Vilanova i la Geltrú fou un hisendat i polític català.

## Biografia
Fou un polític liberal, diputat a Corts pel districte de Vilanova i la Geltrú el 1889 i pel de Gandesa l'any 1891 i alcalde de Barcelona entre 1905 i 1906 i entre 1910 i 1911.
Fill de Josep de Samà i Mota i de Rafaela Torrents i d'Higuero, l'any 1883 es casà amb Maria Dolors Sarriera, amb qui tingué dos fills Salvador i Joaquim. Va tenir dos fills amb la minyona del Parc Samà Srta. Borràs, en Pere el 1901 i la Maria el 1905. Com a besnebot de Salvador Samà i Martí va heretar el marquesat de Marianao a la seva mort en 1866. Fou membre de les juntes organitzadores tant de l'Exposició Universal de Barcelona del 1888 i de l'Exposició Internacional de Barcelona de 1929. Fou enterrat al Cementiri del Poblenou de Barcelona (Dep. II, panteons 275 i 251).
Encarregà a Josep Fontserè i Mestre el projecte del Parc Samà entre els termes municipals de Cambrils i Montbrió del Camp. Fou construït el 1882 i ocupà 20 hectàrees.